# Wehrsportgruppe Hoffmann

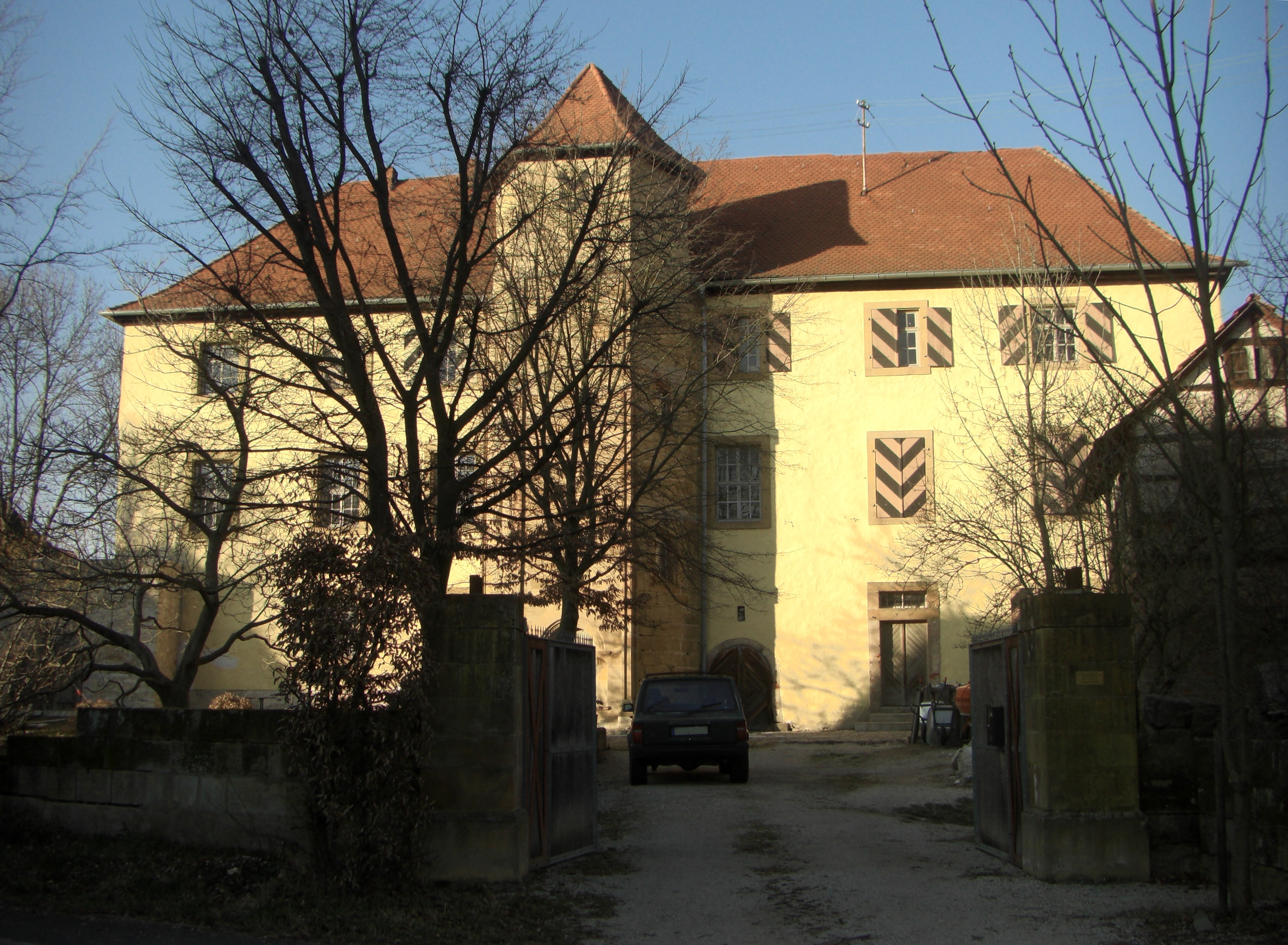
Zamek Ermreuth, baza grupy

Wehrsportgruppe Hoffmann – skrajna grupa paramilitarna założona na przełomie 1973 i 1974 r. w Norymberdze i Heroldsbergu, przez grafika Karla-Heinza Hoffmanna, jako „czarny legion przeciwko bolszewizmowi i kapitałowi”. Jej 400 członków dysponowało bronią krótką, karabinami, lekką i ciężką bronią maszynową, a nawet pojazdami opancerzonymi i lekkim czołgiem. Bazą grupy był od 1978 r. zamek Ermreuth. Bojówkarze Hoffmanna zarówno zabezpieczali zebrania, wiece, manifestacje skrajnej prawicy, jak i brali udział w akcjach terrorystycznych (np. Dieter Eppeln w maju 1976 r. wysadził w powietrze maszt amerykańskiej rozgłośni wojskowej w Monachium). 
30 stycznia 1980 r. minister spraw wewnętrznych Gerhard Baum wydał zakaz działalności grupy, której skonfiskowano kilka ciężarówek broni, amunicji i materiałów propagandowych. Bojówka liczyła ok. 400 członków. Część członków Grupy (tzw. WSGH-Ausland pod wodzą Odfrieda Heppa) wyjeżdżała do Libanu, by przejść szkolenie w obozach Organizacji Wyzwolenia Palestyny.